# Verbriefungsverordnung
Die Verbriefungsverordnung (auch: Verbriefungs-VO oder STS-Verordnung) soll „eine Neubelebung der Verbriefungsmärkte für Verbriefungen hoher Qualität“ bringen, „bei der die vor der Finanzkrise von 2008 begangenen Fehler vermieden werden sollten. Der Aufbau eines einfachen, transparenten und standardisierten Verbriefungsmarkts bildet einen Baustein der Kapitalmarktunion und trägt zum prioritären Ziel der Kommission bei, die Schaffung von Arbeitsplätzen und die Rückkehr zu nachhaltigem Wachstum zu unterstützen.“
Um eine Wiederholung der Umstände zu vermeiden, welche die Weltfinanzkrise 2007 ausgelöst haben, wurden mit dieser Verordnung und mit der gleichzeitig erlassenen Änderungsverordnung (EU) 2017/4201 strengere Regelungen für die Verbriefung in der Europäischen Union eingeführt, die „unsoliden Praktiken auf den Verbriefungsmärkten“ verhindern sollen. Dazu wurden insbesondere
- „die wesentlichen Elemente eines übergreifenden Verbriefungsrahmens festgelegt, der Kriterien zur Ermittlung einfacher, transparenter und standardisierter (‚simple, transparent and standardised‘, ‚STS‘) Verbriefungen und ein Aufsichtssystem zur Überwachung der ordnungsgemäßen Anwendung dieser Kriterien durch Originatoren, Sponsoren, Emittenten und institutionelle Anleger umfasst“,
- „eine Reihe einheitlicher Anforderungen im Zusammenhang mit dem Risikoselbstbehalt“,
- besondere Sorgfaltspflichten (Due Diligence) und
- besondere Offenlegungspflichten

für den gesamten Finanzdienstleistungssektor vorgesehen.

## Zweck und Ziel der Verordnung
Durch die Verbriefungsverordnung sollen Transaktionen, von „einem Kreditgeber oder einem Gläubiger — in der Regel einem Kreditinstitut bzw. einem Unternehmen — die Refinanzierung von Darlehen, Risikopositionen oder Forderungen wie Immobiliendarlehen, Darlehen für Kfz-Käufe oder Kfz-Leasinggeschäfte, Verbraucherdarlehen, Kreditkarten oder Handelsforderungen durch ihre Umwandlung in handelbare Wertpapiere“ ermöglicht werden. „Der Kreditgeber bündelt und ‚umverpackt‘ ausgewählte Teile seines Darlehensportfolios, ordnet sie unterschiedlichen Risikokategorien für unterschiedliche Anleger zu und ermöglicht den Anlegern auf diese Weise die Investition in Darlehen oder andere Risikopositionen, zu denen sie üblicherweise keinen unmittelbaren Zugang haben. Die Anlegerrenditen werden aus den Zahlungsflüssen der verbrieften Darlehen erwirtschaftet.“
Ziel und Zweck der Verbriefungsverordnung ist es daher, „den nach der Finanzkrise geschaffenen Rechtsrahmen zur Bewältigung der hochkomplexen, undurchsichtigen und risikoreichen Verbriefungsgeschäften innewohnenden Risiken zu stärken.“ Dafür sollen „Regeln erlassen werden, mit denen einfache, transparente und standardisierte Produkte besser von komplexen, undurchsichtigen und risikohaltigen Instrumenten abgegrenzt werden und der Aufsichtsrahmen besser auf die tatsächlichen Risiken abgestimmt wird“, wodurch die europäischen Kapitalmärkte bzw. die Kapitalmarktunion gestärkt werden sollen, die in den letzten Jahren an Volumen verloren bzw. stagniert hat.

## Regelungsgegenstand der Verbriefungsverordnung
Nach Artikel 1 Abs. 1 der Verbriefungsverordnung legt diese „einen allgemeinen Rahmen für Verbriefungen fest“. Sie definiert den Begriff Verbriefung und legt Anforderungen in Bezug auf Sorgfaltspflichten („Due Diligence“), Vorschriften über den Risikoselbstbehalt und Transparenzanforderungen für an Verbriefungen beteiligte Parteien, Kriterien für die Kreditvergabe, strenge Anforderungen an den Verkauf von Verbriefungen an Kleinanleger, ein Verbot der Wiederverbriefung, Anforderungen an Verbriefungs-Zweckgesellschaften (englisch special purpose vehicle, abgekürzt SPV) sowie Bedingungen und Verfahren für Verbriefungsregister fest. Sie schafft zudem einen spezifischen Rahmen für einfache, transparente und standardisierte (englisch simple, transparent and standardised, abgekürzt STS) Verbriefungen.
Aus den Regelungen bzgl. der Kleinanleger nach Artikel 3 der Verbriefungsverordnung kann geschlossen werden, dass der Unionsgesetzgeber immer noch ein recht hohes Risiko und eine große Komplexität (wohl verbunden mit einer institutionellen bzw. systemimmanenten Intransparenz) dieser Verbriefungen sieht. Der Unionsgesetzgeber ist offensichtlich der Ansicht, institutionelle Anleger würden diesen Verbriefungs-Markt und die Verbriefung der Produkte selbst besser erkennen, analysieren und die Risiken besser abschätzen können.

## Persönlicher Geltungsbereich der Verbriefungsverordnung
Nach Artikel 1 Abs. 2 der Verbriefungsverordnung gilt diese primär „für institutionelle Anleger sowie für Originatoren, Sponsoren, ursprüngliche Kreditgeber und Verbriefungszweckgesellschaften“.
Bei den Verbriefungsmärkten, die durch die Verbriefungsverordnung geregelt werden, handelt es sich um weltweite Märkte und überwiegend um institutionelle Anleger, die darin investieren. Verbriefungsinstrumente sind für Kleinanleger im Sinne der Richtlinie 2014/65/EU in der Regel nicht geeignet und dies ist einer der Gründe, warum sich die Verbriefungsverordnung daher vor allem an institutionelle Anleger (z. B. Banken, Investmentfonds, Versicherungsunternehmen und andere) richtet. Durch die Verbriefungsverordnung werden auch Einrichtungen der betrieblichen Altersversorgung, OGAW-Verwaltungsgesellschaft, und bestimmte intern verwaltete OGAW in diesen Regelungskreis einbezogen.

## Aufbau und Grundzüge der Verordnung
- KAPITEL 1 (Allgemeine Bestimmungen)
  - Artikel 1 (Gegenstand und Anwendungsbereich)
  - Artikel 2 (Begriffsbestimmungen)
  - Artikel 3 (Verkauf von Verbriefungen an Kleinanleger)
  - Artikel 4 (Anforderungen für Verbriefungszweckgesellschaften)
- KAPITEL 2 (Für alle Verbriefungen geltende Bestimmungen)
  - Artikel 5 (Anforderungen in Bezug auf Sorgfaltspflichten für institutionelle Anleger)
  - Artikel 6 (Risikoselbstbehalt)
  - Artikel 7 (Transparenzanforderungen an Originatoren, Sponsoren und Verbriefungszweckgesellschaften)
  - Artikel 8 (Verbot der Wiederverbriefung)
  - Artikel 9 (Kreditvergabekriterien)
- KAPITEL 3 (Bedingungen und Verfahren für die Registrierung eines Verbriefungsregisters)
  - Artikel 10 (Registrierung eines Verbriefungsregisters)
  - Artikel 11 (Unterrichtung und Anhörung der zuständigen Behörden vor der Registrierung oder der Ausweitung der Registrierung)
  - Artikel 12 (Prüfung des Antrags)
  - Artikel 13 (Mitteilung von Beschlüssen der ESMA über die Registrierung oder die Ausweitung der Registrierung)
  - Artikel 14 (Befugnisse der ESMA)
  - Artikel 15 (Widerruf der Registrierung)
  - Artikel 16 (Gebühren für die Beaufsichtigung)
  - Artikel 17 (Verfügbarkeit von in einem Verbriefungsregister gehaltenen Daten)
- KAPITEL 4 (Einfache, transparente und standardisierte Verbriefung)
  - Artikel 18 (Verwendung der Bezeichnung „einfache, transparente und standardisierte Verbriefung“)
  - ABSCHNITT 1 (Anforderungen an einfache, transparente und standardisierte Nicht-ABCP-Verbriefungen)
    - Artikel 19 (Einfache, transparente und standardisierte Verbriefung)
    - Artikel 20 (Anforderungen in Bezug auf die Einfachheit)
    - Artikel 21 (Anforderungen in Bezug auf die Standardisierung)
    - Artikel 22 (Anforderungen in Bezug auf die Transparenz)

  - ABSCHNITT 2 (Anforderungen an einfache, transparente und standardisierte ABCP-Verbriefung)
    - Artikel 23 (Einfache, transparente und standardisierte ABCP-Verbriefung)
    - Artikel 24 (Anforderungen auf Transaktionsebene)
    - Artikel 25 (Sponsor eines ABCP-Programms)
    - Artikel 26 (Anforderungen auf Programmebene)

  - ABSCHNITT 3 (STS-Meldung)
    - Artikel 27 (Anforderungen an die STS-Meldung)
    - Artikel 28 (Überprüfung der Erfüllung der STS-Kriterien durch Dritte)
- KAPITEL 5 (Aufsicht)
  - Artikel 29 (Benennung der zuständigen Behörden)
  - Artikel 30 (Befugnisse der zuständigen Behörden)
  - Artikel 31 (Makroprudenzielle Aufsicht über den Verbriefungsmarkt)
  - Artikel 32 (Verwaltungsrechtliche Sanktionen und Abhilfemaßnahmen)
  - Artikel 33 (Ausübung der Befugnis zur Verhängung verwaltungsrechtlicher Sanktionen und Abhilfemaßnahmen)
  - Artikel 34 (Strafrechtliche Sanktionen)
  - Artikel 35 (Mitteilungspflichten)
  - Artikel 36 (Zusammenarbeit zwischen den zuständigen Behörden und den Europäischen Aufsichtsbehörden)
  - Artikel 37 (Bekanntmachung verwaltungsrechtlicher Sanktionen)
- KAPITEL 6 (Änderungen)
  - Artikel 38 (Änderung der Richtlinie 2009/65/EG)
  - Artikel 39 (Änderung der Richtlinie 2009/138/EG)
  - Artikel 40 (Änderung der Verordnung (EG) Nr. 1060/2009)
  - Artikel 41 (Änderung der Richtlinie 2011/61/EU)
  - Artikel 42 (Änderung der Verordnung (EU) Nr. 648/2012)
  - Artikel 43 (Übergangsbestimmungen)
  - Artikel 44 (Berichte)
  - Artikel 45 (Synthetische Verbriefungen)
  - Artikel 46 (Überprüfung)
  - Artikel 47 (Ausübung der Befugnisübertragung)
  - Artikel 48 (Inkrafttreten)

## STS-Verbriefungen
Von der Europäischen Bankenaufsichtsbehörde (EBA) wurde in ihrem Bericht dargelegt, dass einfache, transparente und standardisierte Verbriefungen (STS-Verbriefungen) während der Finanzkrise besser als andere Verbriefungen abgeschnitten hätten. Daraus wurde abgeleitet und in der Verbriefungsverordnung sowie der Änderungsverordnung (EU) 2017/4201 festgeschrieben, dass diese STS-Verbriefungen geringere Kreditrisiken, operative Risiken und Agency-Risiken hätten.
Es wurde daher eine neue Form der einfache, transparenten und standardisierten Verbriefung (STS-Verbriefung) in Kapitel 4 der Verbriefungsverordnung eingeführt. STS-Verbriefungen können demnach nur True-Sale-Verbriefungen sein.
Um eine Umgehung oder Entschärfung der Regelungen dieser neuen STS-Verbriefungen zu verhindern wurde versucht, diese in der Verordnung eng definiert und ein starker, risikoorientierter Aufsichtsrahmen einzuführen und müssen Originator, Sponsoren oder Verbriefungszweckgesellschaften, die STS-Verbriefungen beteiligt sind, in einem der Unionsmitgliedstaaten niedergelassen sein.

## Wiederverbriefung
Um die wesentlichen Gefahren für die Finanzmärkte durch die Weltfinanzkrise, die vor allem auch durch solche Verbriefungen entstanden sind zu minimieren, wurde in der Verbriefungsverordnung ein generelles Verbot der Wiederverbriefung normiert, das wenige Ausnahmen kennt.
Ausgenommen vom Verbot der Wiederverbriefung sind in der Regel Verbriefungen, die vor dem 1. Januar 2019 ausgegeben wurden.

## Besondere Sorgfaltspflichten
Umfassende und teilweise immer wieder zu evaluierende Sorgfaltspflichten treffen Originator, Sponsor oder ursprüngliche Kreditgeber und institutionelle Anleger beim Kauf von Verbriefungen (siehe Artikel 5 und 9 der Verbriefungsverordnung). Dies soll Endanleger schützen und auch dem Vertrauen in den Verbriefungsmarkt dienen.
Bei Verbriefungen, die nicht in einem der Unionsmitgliedstaaten ausgegeben wurden, ist die Einhaltung der Sorgfaltspflichten aus der Verbriefungsverordnung besonders zu beachten. Dies insbesondere im Hinblick auf Risikoselbstbehaltsanforderungen (Artikel 6 Verbriefungsverordnung). Siehe hierzu auch die Änderungsverordnung über Aufsichtsanforderungen an Kreditinstitute und Wertpapierfirmen.
Welche Auswirkungen dies auf den Unionsbinnenmarkt bzw. die Kapitalmarktunion hat, ist noch nicht absehbar. Insbesondere ist erwähnenswert, dass eine Nichteinhaltung der Sorgfaltspflichten nach Artikel 5 der Verbriefungsverordnung keine Sanktion nach sich zieht (siehe Artikel 32). Der Unionsgesetzgeber hat es den Unionsmitgliedstaaten (siehe Artikel 34 Verbriefungsverordnung) überlassen, Sanktionen festzulegen – oder auch nicht. So hat z. B. der deutsche Gesetzgeber die Regelungen in einzelnen Gesetzen, so z. B. im Kreditwesengesetz (KWG), im Versicherungsaufsichtsgesetz (VAG) etc. umgesetzt. Der österreichische Gesetzgeber in einem eigenen Gesetz, dem STS-Verbriefungsvollzugsgesetz, entsprechende Regelungen festgelegt.

## Risikoselbstbehalt
In der Verbriefungsverordnung wurde neu festgelegt, dass der 5 % Risikoselbstbehalt, der bereits nach Artikel 405 Kapitaladäquanzverordnung zu halten war, grundsätzlich nicht an eine Zweckgesellschaft ausgelagert werden darf.
Der materielle Nettoanteil des Selbstbehaltes darf auch nicht auf Träger unterschiedlicher Art aufgeteilt werden und darf nicht Gegenstand von Maßnahmen der Kreditrisikominderung oder -absicherung sein.

## Kreditvergaberichtlinien
Durch strengere Kreditvergaberichtlinien im Zusammenhang mit Verbriefungen sollen Missstände, wie sie zur Weltwirtschaftskrise 2007 geführt haben (Subprime-Krise), verhindert werden. Die sorglose und fahrlässige Kreditvergabe an nicht bonitätswürdige Schuldner, nur um diese Kredite sodann zu verbriefen und am Sekundärmarkt weiterzuverkaufen (originate-to-distribute-Praktiken, auch KVV-Strategien Kreditvergabe-Verbriefung-Verkauf), soll untersagt bzw. verhindert werden. Dadurch wurden die Risiken aus der Verbriefung ganz bewusst im Rahmen dieser Verbriefungsstrategie an Dritte verkauft, welche die der Verbriefung selbst zu Grunde liegenden Kreditgeschäft gar nicht nachvollziehen und daher das Risiko nicht abschätzen konnten (diese Käufer waren vor allem institutionelle Anleger).
Hierzu wird in der Verbriefungsverordnung nunmehr eine weitgehende Offenheit (Transparenz) gefordert, damit die Käufer der Verbriefung (Anleger) das reale Risiko abschätzen können.

## Verbriefungsregister
Verbriefungsregister sind juristische Personen (keine Trust), die Aufzeichnungen zu Verbriefungen zentral sammeln, verwahren und auf Vollständigkeit und Kohärenz prüfen. Ein Verbriefungsregister muss zwingend in einem Unionsmitgliedstaat niedergelassen sein. Die Verbriefungsregister werden neu durch die Verbriefungsverordnung eingeführt. Diese sollen die notwendige Transparenz schaffen und anlegerrelevante Informationen enthalten, damit Anleger eine einzige und beaufsichtigte Quelle der Daten zur Verfügung haben, welche diese zur Wahrnehmung ihrer Sorgfaltspflichten benötigen. Diese Verbriefungsregister werden durch die Europäischen Finanzaufsichtsbehörde (Europäische Wertpapier- und Marktaufsichtsbehörde, ESMA) zugelassen und überwacht.
Alternativ können bei Einhaltung bestimmter Kriterien (Artikel 7 Verbriefungsverordnung) diese Informationen auch auf einer eigenen Webseite veröffentlicht werden.
Private Verbriefungen müssen nicht im Verbriefungsregister eingetragen werden.

## Private Verbriefungen
Private Verbriefungen sind in der Regel „maßgeschneiderte“ Verbriefungen. Dadurch können Beteiligte Verbriefungstransaktionen eingehen, „ohne dabei dem Markt und den Wettbewerbern sensible kommerzielle Informationen über das Geschäft (z. B. darüber, dass eine bestimmte Gesellschaft Finanzmittel zur Ausweitung ihrer Produktion benötigt oder dass eine Wertpapierfirma im Rahmen ihrer Strategie auf einen neuen Markt vorstoßen möchte) und/oder über die zugrunde liegenden Vermögenswerte (z. B. über die Art der Handelsforderungen eines Industrieunternehmens) offenzulegen“. Da in diesen Fällen die Anleger in direktem Kontakt mit dem Originator und/oder dem Sponsor stehen und die erforderlichen Informationen für die Wahrnehmung ihrer Sorgfaltspflichten direkt von diesen erhalten, sind private Verbriefungen von der Anforderung bzgl. des Verbriefungsregisters ausgenommen.